# Красный пёстрый питон
Красный пёстрый питон (лат. Python brongersmai) — вид змей из семейства питонов, обитающий в Юго-Восточной Азии.

## Описание
Общая длина колеблется от 1,5 до 2,6 м. Туловище толстое, массивное, крупные самки могут весить до 22 кг. Окраска головы от ярко-красного до тёмно-жёлтого цвета, с оранжевыми или жёлтыми отметинами или полосами. Однако, бывает и тёмной с серыми пятнами по бокам. Туловище тёмное, серое, палевое или коричневое, но бывает и ярко-красным, за что эти питоны и получили своё название. На теле заметен рисунок из светлых и тёмных полос и неправильной формы пятен.

## Образ жизни
Населяет горные и долинные дождевые леса и плантации. Встречается на высоте до 2000 м над уровнем моря. Питается мелкими млекопитающими и птицами.
Продолжительность жизни до 27 лет.

## Размножение
Это яйцекладущая змея. Самка откладывает от 4 до 28 яиц. Через 75 дней появляются молодые питоны.

## Распространение
Обитает в Таиланде, Вьетнаме, на западе Малайзии и в Индонезии — на островах Суматра, Банке и Белитунг.

## Галерея

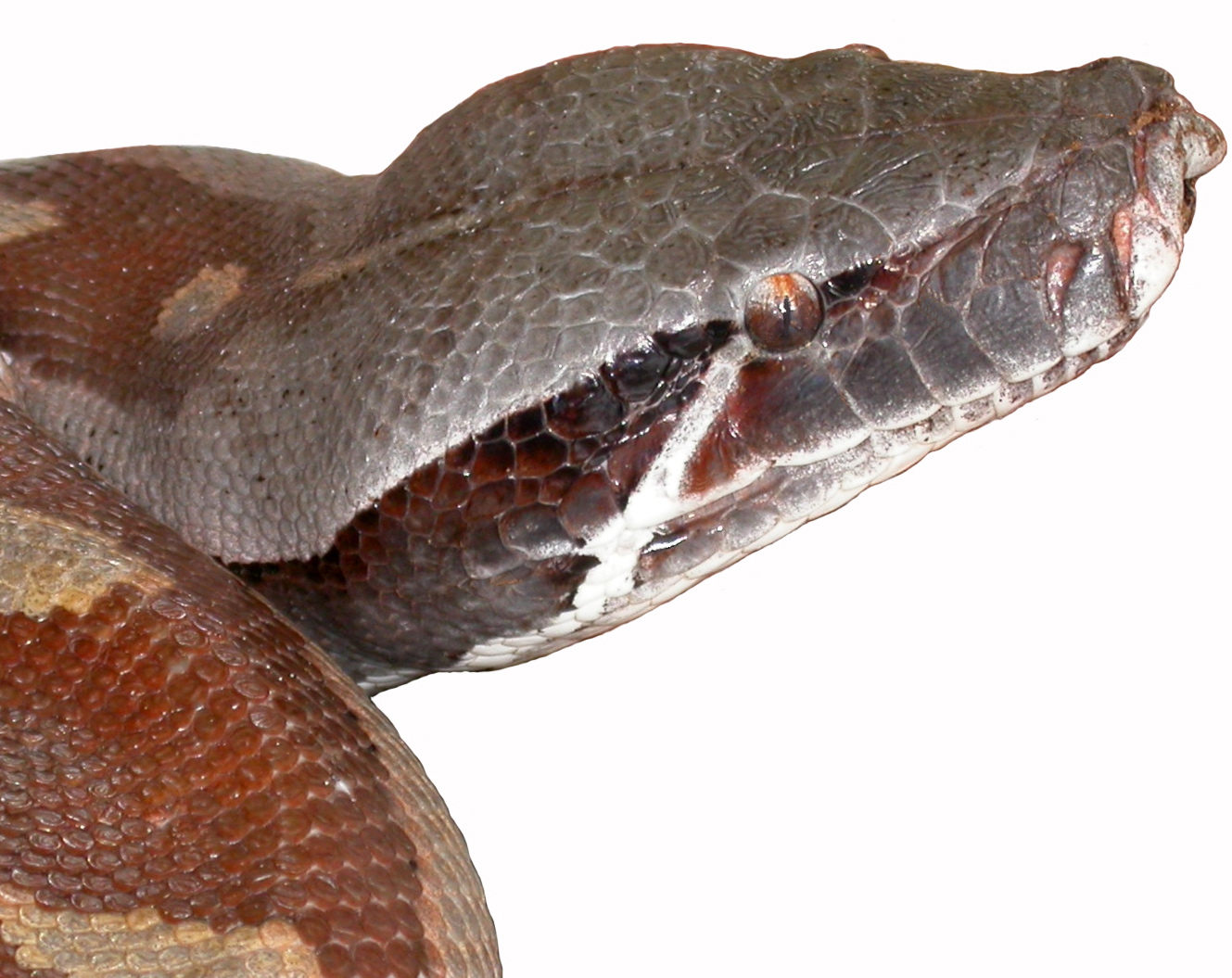
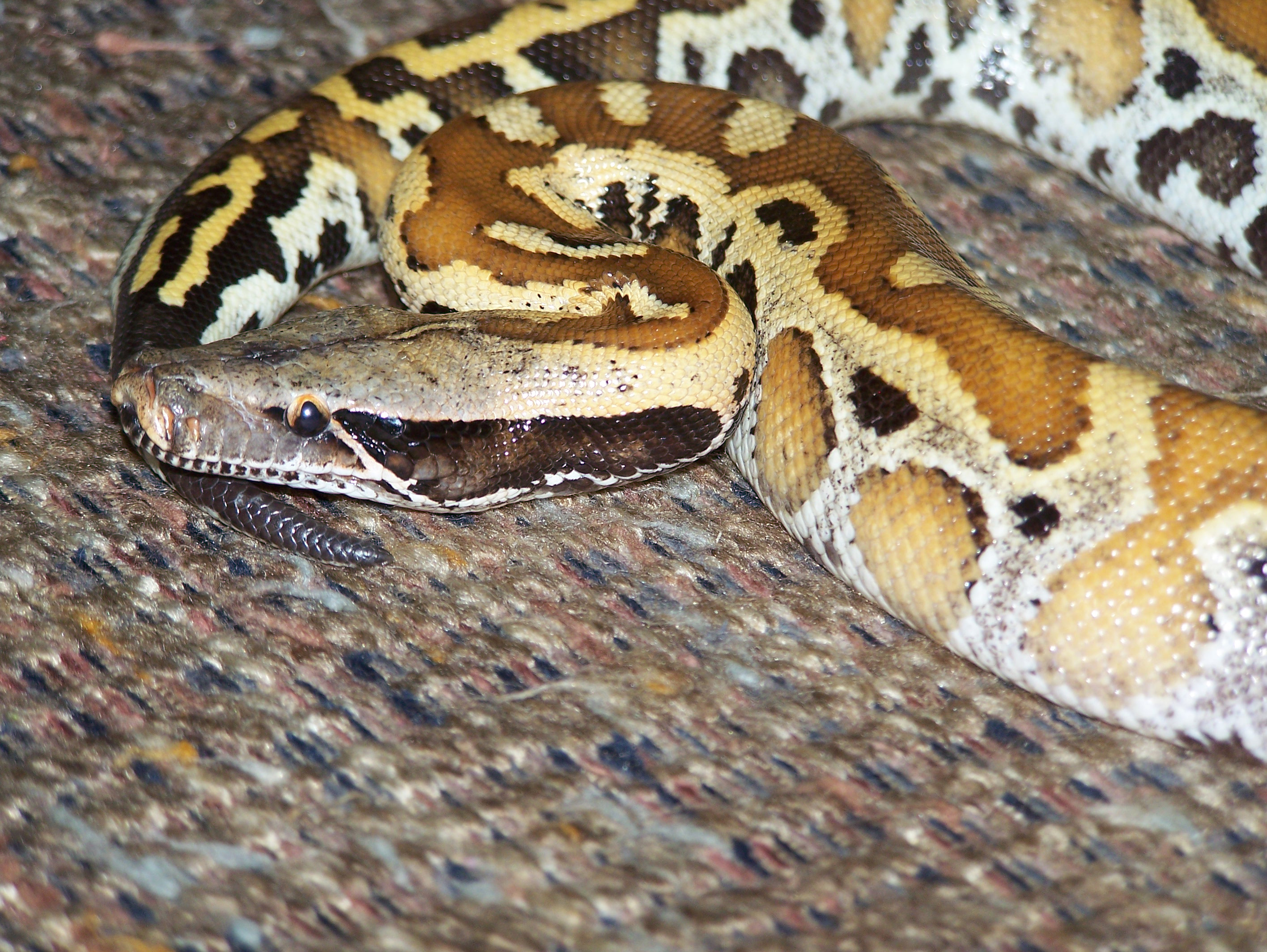
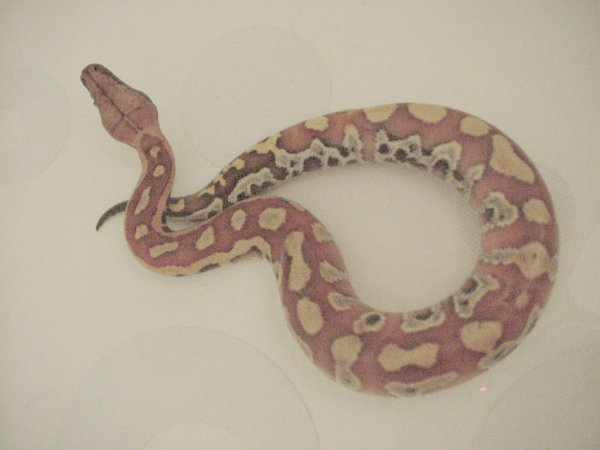
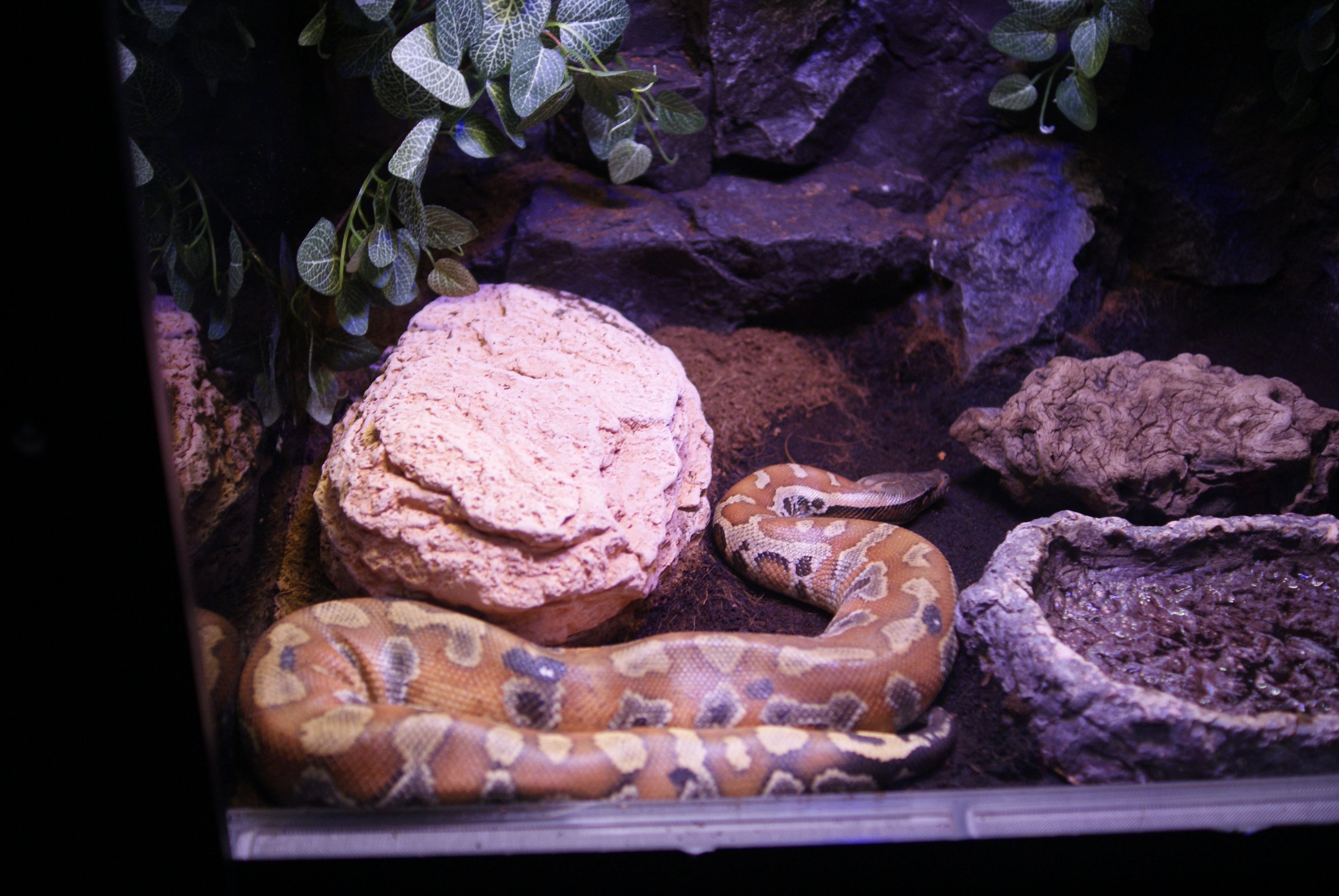